# مايتشي
مايتشي (بالروسية: Мытищи) هي إحدى مدن روسيا في الكيان الفدرالي الروسي موسكو أوبلاست.

## المناخ
يظهر الجدول التالي التغييرات المناخية على مدار السنة لمايتشي:
| البيانات المناخية لـمايتشي               | البيانات المناخية لـمايتشي | البيانات المناخية لـمايتشي | البيانات المناخية لـمايتشي | البيانات المناخية لـمايتشي | البيانات المناخية لـمايتشي | البيانات المناخية لـمايتشي | البيانات المناخية لـمايتشي | البيانات المناخية لـمايتشي | البيانات المناخية لـمايتشي | البيانات المناخية لـمايتشي | البيانات المناخية لـمايتشي | البيانات المناخية لـمايتشي | البيانات المناخية لـمايتشي |
| الشهر                                    | يناير                      | فبراير                     | مارس                       | أبريل                      | مايو                       | يونيو                      | يوليو                      | أغسطس                      | سبتمبر                     | أكتوبر                     | نوفمبر                     | ديسمبر                     | المعدل السنوي              |
| ---------------------------------------- | -------------------------- | -------------------------- | -------------------------- | -------------------------- | -------------------------- | -------------------------- | -------------------------- | -------------------------- | -------------------------- | -------------------------- | -------------------------- | -------------------------- | -------------------------- |
| متوسط درجة الحرارة الكبرى °م (°ف)        | −7 (19)                    | −6 (21)                    | 1.0 (33.8)                 | 11.0 (51.8)                | 18.0 (64.4)                | 21.0 (69.8)                | 24.0 (75.2)                | 20.0 (68.0)                | 15.0 (59.0)                | 7.0 (44.6)                 | 0.0 (32.0)                 | −5 (23)                    | 8.3 (46.8)                 |
| المتوسط اليومي °م (°ف)                   | −10 (14)                   | −9 (16)                    | −4 (25)                    | 6.0 (42.8)                 | 13.0 (55.4)                | 17.0 (62.6)                | 19.0 (66.2)                | 16.0 (60.8)                | 11.0 (51.8)                | 4.0 (39.2)                 | −2 (28)                    | −8 (18)                    | 4.4 (40.0)                 |
| متوسط درجة الحرارة الصغرى °م (°ف)        | −13 (9)                    | −12 (10)                   | −9 (16)                    | 1.0 (33.8)                 | 8.0 (46.4)                 | 13.0 (55.4)                | 14.0 (57.2)                | 12.0 (53.6)                | 7.0 (44.6)                 | 1.0 (33.8)                 | −4 (25)                    | −11 (12)                   | 0.6 (33.1)                 |
| المصدر: Climate and ecology of Mytishchi |                            |                            |                            |                            |                            |                            |                            |                            |                            |                            |                            |                            |                            |

## توأمة
لمايتشي اتفاقيات توأمة مع كل من:
- نيمبورك (2004 - )[10]
- غابروفو (2002 - )[10]
- ليكو [10]
- مونتروي
- بانيفيزيس (21 سبتمبر 2001 - )[10]
- أنغارسك (8 سبتمبر 2007 - )[10]
- مقاطعة باغجه سراي [الإنجليزية]‏ (27 يوليو 2015 - )[10]
- بارانافيتشي (12 فبراير 2001 - )[10]
- باريساو (2000 - )[10]
- Düren (district) [الإنجليزية]‏ (13 أبريل 2011 - )[10]
- بوتسك (2003 - )[10]
- Smalyavichy district [الإنجليزية]‏ (مايو 1998 - )[10]
- جودزينا (31 أكتوبر 1996 - )[10]
- تشرنيغوف (2001 - )[10]
- Panevėžys urban area [الإنجليزية]‏ (21 سبتمبر 2001 - )

## أعلام
- أوليغ باسينين
- فلاديسلاف كوزلوف
- ألكسندر بيشوشكين
- فاديم ايفسيف
- ديميتري ميلر